# Halichondria miggottea
Halichondria miggottea är en svampdjursart som beskrevs av Carvalho och L. Hajdu 200. Halichondria miggottea ingår i släktet Halichondria och familjen Halichondriidae. Inga underarter finns listade i Catalogue of Life.